# チリクワガタ属

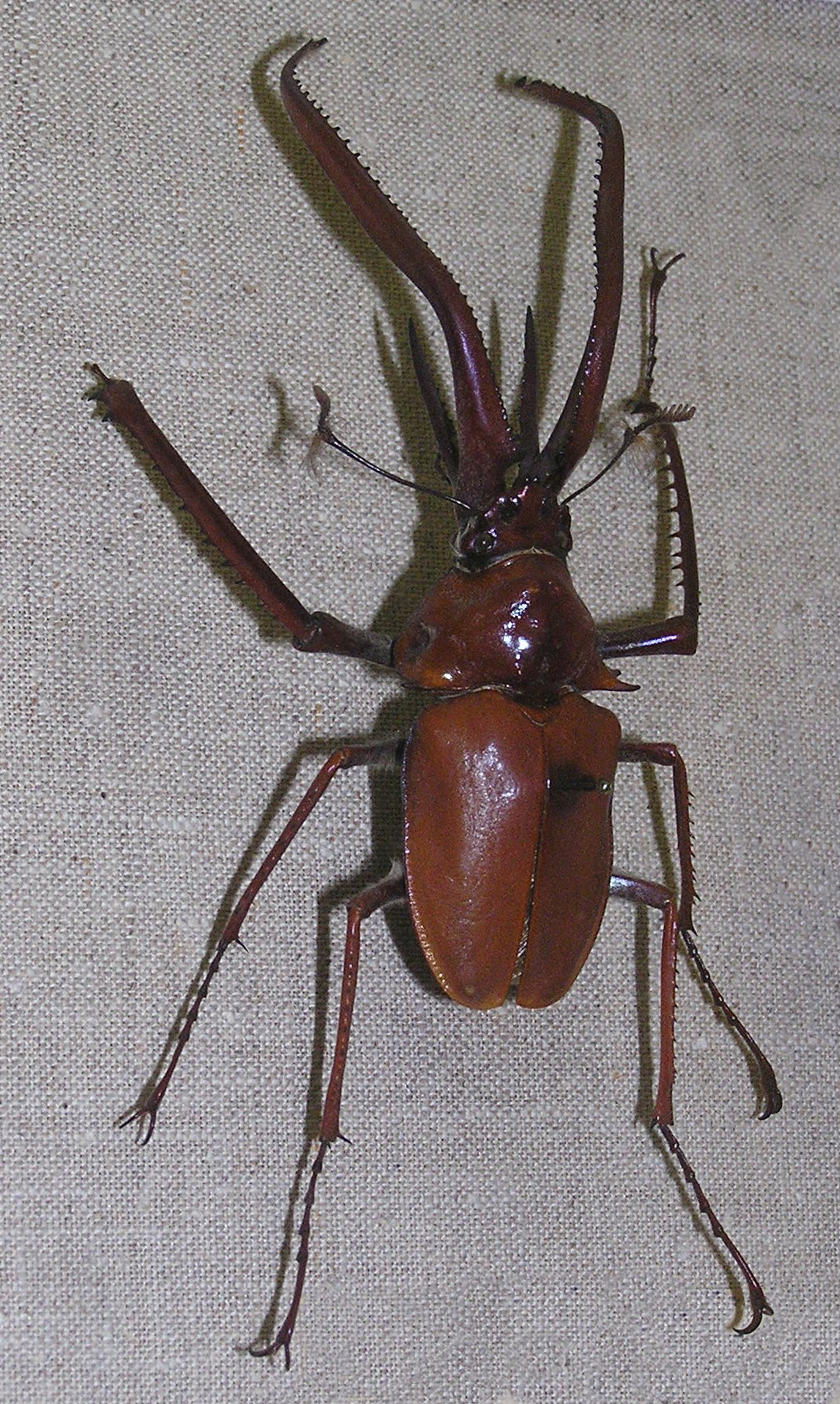
長い手足と大顎

チリクワガタ属（チリクワガタぞく）は昆虫綱甲虫目クワガタムシ科に属する分類群。7種が含まれる。南アメリカの西北部、チリとアルゼンチンに生息する。

## 形態
オスの大アゴは細長く、内側に小歯が密生し、体長の半分をも占める、チリクワガタ以外ではさほど長くはない。メスの大アゴは太短く、ニッパーの様な形になる。体表は金属光沢があるものもあるが、特に前翅では褐色のものも多い。腹面には白い毛が密集し、ジュセリンチリクワガタではこの毛が全身に及んでいる。頭部が極端に小さく、面積にして前胸背板の3分の1程。このため前胸背板も頭部に接続する側がすぼみ、全体として丘のようになっている。近縁のシワバネクワガタ属やムナコブクワガタ属と同じく、触角の片状節は6本；眼縁突起は複眼を上下に仕切れてミズスマシの様な四ツ目の姿になる。
南米産のクワガタムシの中では比較的大型で、中でもチリクワガタは南米産クワガタムシ中の最大種である。

## 生態
チリクワガタ以外の生態にまだ不明点が多い。一般のクワガタより寒冷な地域に生息している為、高温への適応力は乏しい。幼虫はミヤマクワガタ属の様に土で育つ。
生存にかなりの低温が必要、成虫の寿命も短く、不明点の多い生態を持つため確立した飼育方法もなく、幼虫と共に飼育が極めて困難とされる。

## 系統
本属は同じく南米に分布する共通点の多いシワバネクワガタ属の姉妹群とされる。また、遺伝子分析によるとオーストラリアに分布するムナコブクワガタ属や南アフリカに分布するマルガタクワガタ属等とも単系統を構成し、両属共にゴンドワナ大陸起源の祖先を持つことを示唆している。
本属はシワバネクワガタ属・Australognathus属・ムナコブクワガタ属・Safrina属と共にコガシラクワガタ族（Chiasognathini）を構成する。

## 種
以下7種が知られる。 
C. beneshi ベネッシュチリクワガタ
チリ（アイセン州）。♂24.0mm～26.0mm、♀25.0mm～26.0mm。
前翅が栗色で、前胸背板と小楯板が黒くなる。
C. grantii コガシラクワガタ
チリ（ビオビオ州）、アルゼンチン（ネウケン・チュブ州）。♂33mm～90mm(飼育下81.4mm2011)、♀25.1mm～37.1mm。
本属で最も離れた姿を持つ代表種。コガシラクワガタ、グラントチリクワガタとも。オスの脚と大アゴは非常に長く、赤褐色の地色に虹色を帯びた金属光沢（構造色）を持つ。
C. impubis
チリ（ビオビオ州～ロス・ラゴス州）、アルゼンチン（ネウケン）。
C. beneshiと比べて前脛節は細長く、大アゴ・前翅と脛節の赤味は強い。
C. jousselini ジュセリンチリクワガタ
チリ（Cañete（カネテ）・ビオビオ州）。体長♂27.2mm～37.8mm、♀28.3mm。
大アゴは細長く、チリクワガタの小型♂と似ている。全身に白い毛に覆われており、全体として灰色がかって見える。C. mniszechiiと似通っている。
C. latreillei ラトレイユチリクワガタ
チリ（ラ・アラウカニア州・ロス・ラゴス州）、アルゼンチン（リオネグロ州・チュブ州）。体長♂26mm～35、9mm、♀20.5mm。
C. beneshiと非常に似通っている、見分け方として体色はより暗く、大アゴの小歯も多い。
C. mniszechii ムニスゼッチチリクワガタ
チリ（ビオビオ州～ロス・ラゴス州）、アルゼンチン（ネウケン）。♂22.6mm～28.9mm、♀14mm。
ショーエネマンチリクワガタ （C. schoenemanni）は本種のシノニムとされる。
C. jousseliniと似通っている、見分け方として本種の前脛節の棘は間隔なく並んでギザギザとなる。
C. sombrus
チリ（ビオビオ州）。
C. beneshi・C. latreilleiと非常に似通っている、かつて同種だと間違って記載される。見分け方として中脛節は前2種より幅広い。